# Сеоска кућа у Сибачу
Сеоска кућа у Сибачу се налазила у улици Светозара Милетића бр. 13, саграђена је 1910. године као кућа богате сеоске породице. Представља споменик културе од великог значаја.

## Опис
Кућа је саграђена као правоугаона зграда подигнута на темељима од опеке, са зидовима од опеке и ћерпича и двосливним кровом покривеним бибер-црепом. Кућа је троделна, са просторијама у низу соба–кухиња–соба и са тремом дуж целе дворишне стране. Трем је на зиданим стубовима и са парапетом. На декорисаном уличном забату сачувана је година градње. Посебна вредност куће огледа се у очуваним деловима ентеријера, нарочито кухињског дела, где простор подоџака има карактеристичан средишњи банак као и банак са стране из којег се ложи пећ у соби.
Без обзира на њена споменичка својства кућа је срушена 1991. године.